# Хемминген (Вюртемберг)
Хемминген (нем. Hemmingen) — община в Германии, в земле Баден-Вюртемберг. 
Подчиняется административному округу Штутгарт. Входит в состав района Людвигсбург.  Население составляет 7354 человека (на 31 декабря 2010 года). Занимает площадь 12,34 км².

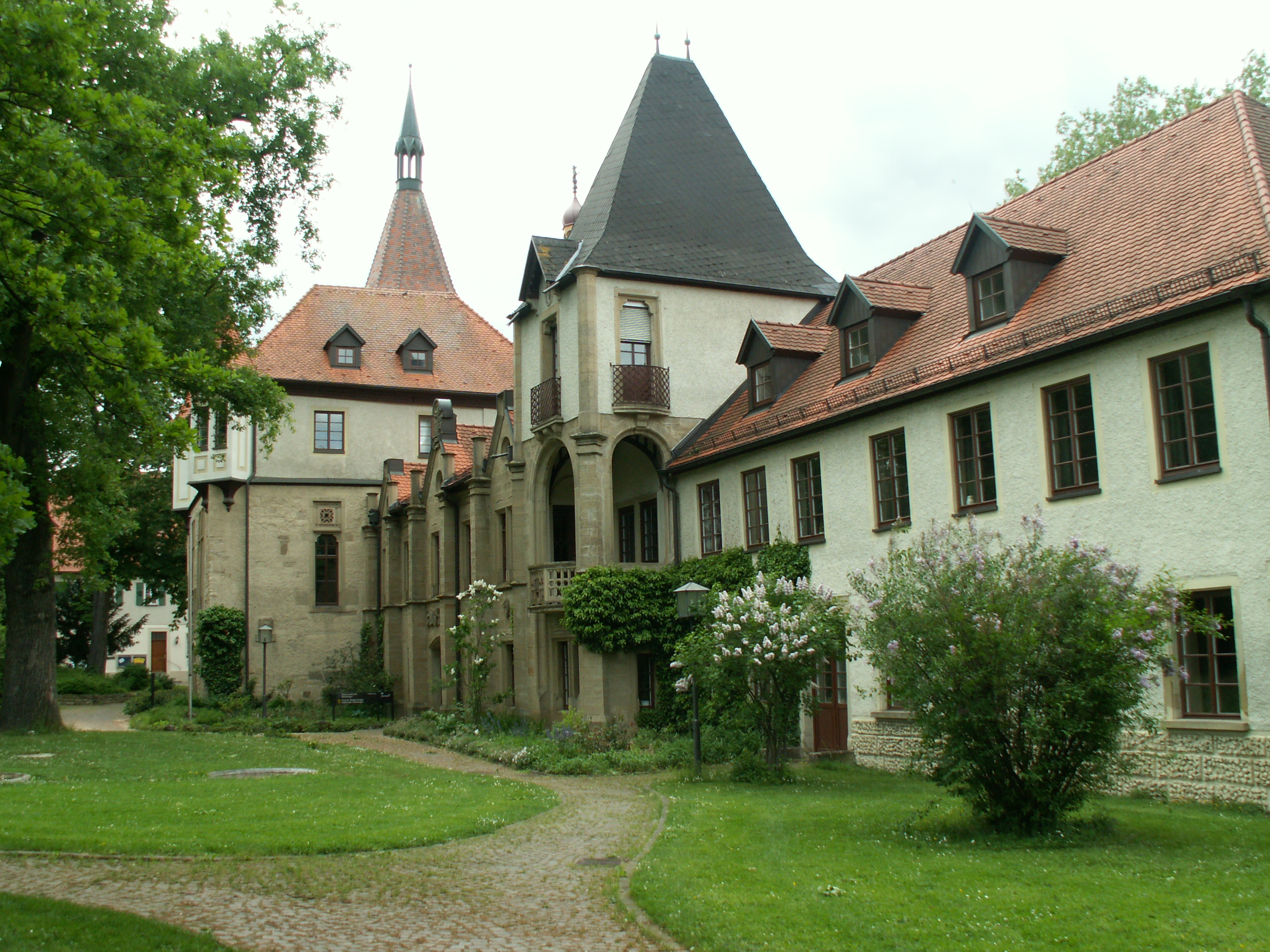
Ратуша

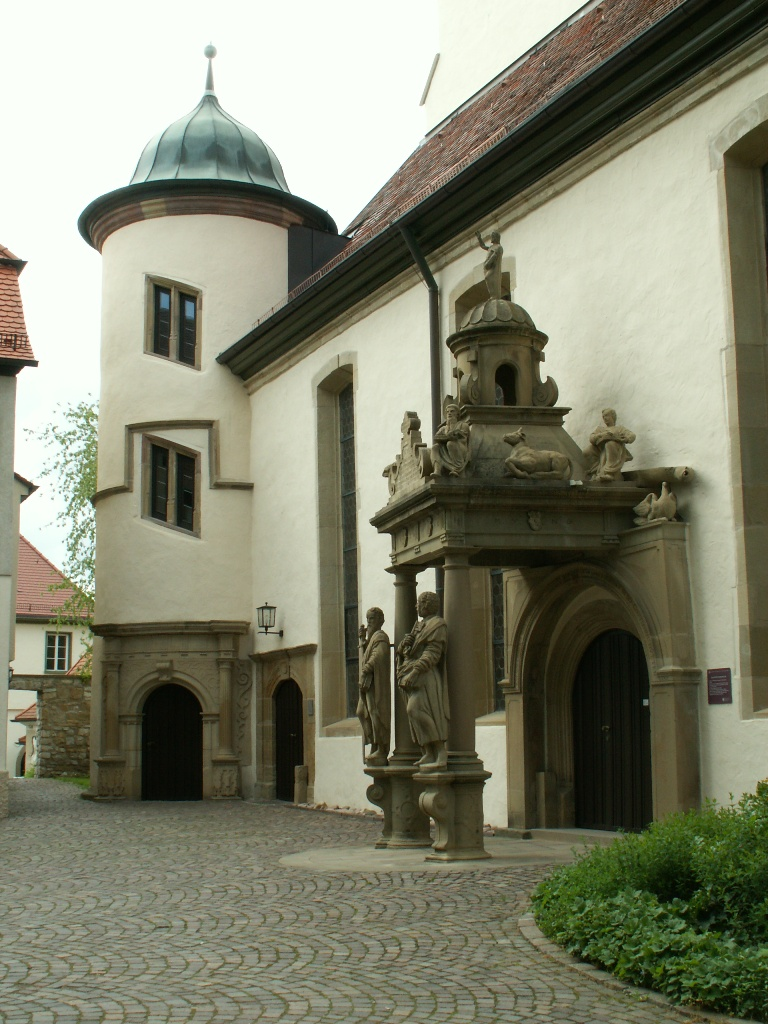
Хемминген (Вюртемберг)